# Where My Dogs At?
¿Dónde están mis perros?  es una serie de comedia animada para adultos, creada por Aaron Matthew Lee y Jeff Ross.  Se estrenó en MTV2 el 10 de junio de 2006 como parte de la programación Sic'emation, y finalizó su transmisión el 29 de julio de 2006.  La historia sigue a dos perros, un beagle joven y un bulldog perezoso llamados Buddy y Woof, quienes intentan sobrevivir en las calles de Hollywood, evadiendo al Perrero. La animación fue realizada por el estudio 6 Point Harness, y se produjeron 8 episodios en total.

## Argumento
La serie, ambientada en las calles de Hollywood, sigue a Buddy, un beagle inteligente de color marrón y blanco, separado de su dueño Jeffy, un niño de 10 años de Elizabeth, Nueva Jersey. Buddy está acompañado por su mejor amigo, Woof, un bulldog perezoso y rudo, a quien Buddy considera obsesivo, mientras ambos intentan escapar del cazador de perros que los persigue.
La serie parodia el estrellato de las celebridades de distintas formas; por ejemplo, varios personajes inspirados en figuras famosas son interpretados por otros actores de voz que imitan sus voces como Steve-O de Jackass y Wildboyz, quien aparece en el tercer episodio.

## Cast
- Jeff Ross como Buddy, un beagle heroico, bondadoso, tímido, inteligente y rebelde que tiene pelaje blanco y marrón y pertenece a Woof.
- Tracy Morgan como Woof, un bulldog gris enojado y grosero, pero perezoso, inteligente y duro, que es el adorable mejor amigo de Buddy.
- John DiMaggio como cazador de perros, voces adicionales
- Greg Eagles como voces adicionales
- Dean Edwards como voces adicionales
- Aaron Matthew Lee como voces adicionales
- Jeff Richards como Rexia, voces adicionales
- Lauren Tom como voces adicionales

## Episodios
| N.° | Título                             |
| --- | ---------------------------------- |
| 1 | Ugly Beagle Meets Pig Dog          |
| Buddy y Woof reciben un tratamiento de celebridad por parte de Lindsay Lohan y son adoptados por Angelina Jolie y Brad Pitt, pero los caninos tienen problemas con Maddox. |                                    |
| 2 | Buddy and Woof Do the Movie Awards |
| Buddy y Woof logran escapar de la perrera de Hollywood e intentan aparecer en la televisión durante los premios MTV Movie Awards (presentados por Jimmy Fallon tras una lesión de Dave Chappelle en la introducción), con la esperanza de que el dueño de Buddy los vea, ya que mira el evento cada año. Sin embargo, el perrero también asiste a los MTV Movie Awards. Las celebridades parodiadas incluyen a Paris Hilton, 50 Cent, Jimmy Fallon, Andy Dick, Jack Black y Jessica Simpson, además de Eminem. Otros personajes de celebridades parodiados sin diálogo incluyen a Tony Yayo, Lloyd Banks y Young Buck. |                                    |
| 3 | Being with the Browns              |
| Buddy y Woof visitan el Hollywood Celebrity Dog Park, donde finalmente son llevados a casa por Bobby Brown y Whitney Houston. |                                    |
| 4 | Woofie Loves Snoop                 |
| Buddy y Woof son adoptados por Snoop Dogg. Buddy está emocionado porque la próxima gira de Snoop con Eminem llegará a Nueva Jersey, pero descubre que Snoop ha decidido retirarse del rap. Buddy y Woof planean hacer que Snoop regrese al rap creando una disputa con la vecina de Snoop, Hilary Duff. |                                    |
| 5 | The War On Tara                    |
| Tras el anuncio de Tara Reid sobre el final oficial de su carrera, Buddy y Woof terminan en un centro de rehabilitación con ella. En el centro, conocen a Mariah Carey, Russell Crowe y Janet Jackson, además de a Andy Dick, quien ayuda a los perros a escapar. |                                    |
| 6 | Jacko Comes Backo                  |
| Los perros desean mudarse al abandonado Rancho Neverland de Michael Jackson, pero antes deben enfrentarse a PETA y Jennifer López. |                                    |
| 7 | The One About Jilted Jen           |
| Vince Vaughn le da los perros a su novia Jennifer Aniston para que le hagan compañía mientras él filma una película. Ella y Buddy se conectan a la computadora y buscan información sobre MePlace.com. |                                    |
| 8 | The Last Ashton Hero               |
| Buddy es secuestrado por Tom Cruise, quien planea sacrificarlo en un ritual de la Cienciología. Un grupo de cabalistas lo rescata, y Ashton Kutcher y Demi Moore se llevan a los perros a su casa. Los perros terminan trabajando en acrobacias para Bruce Willis, pero Cruise regresa por Buddy, lo que desencadena un enfrentamiento entre los cienciólogos y los cabalistas. |                                    |

## Recepción
MTV y el programa recibieron críticas airadas de la comunidad afroamericana por "representar a mujeres negras en cuclillas, atadas con correas y defecando en el suelo"  en un episodio que presentaba a Snoop Dogg ("Woofie Loves Snoop").